# شمشیر مزدور
شمشیر مزدور (به ژاپنی: 戦国無頼 Sengoku burai) یا با معنی لفظی بیکاره سنگوکو فیلمی سیاه و سفید از سینمای ژاپن به کارگردانی هیروشی ایناگاکی است که در سال ۱۹۵۲ ساخته شده است.